# Sher Shah (soldat)
Sher Shah,  född 14 februari 1917, stupad i strid den 20 januari 1945, var en lance-naik vid 16th Punjab Regiment, Brittisk-indiska armén. Han belönades postumt med Viktoriakorset när han som gruppchef i Burma ensam gjorde tre motanfall mot en överlägsen fientlig styrka varvid han stupade.